# Martin Elmiger
Pour les articles homonymes, voir Martin et Elmiger.
Martin Elmiger, né le 23 septembre 1978 à Cham, près de Zoug, est un coureur cycliste suisse. Professionnel de 2001 à 2017, il a notamment remporté à quatre reprises le championnat de Suisse sur route.

## Biographie
Martin Elmiger commence le cyclisme au RMV Cham-Hagendorn à l'age de 12-13 ans. Il restera affilié à ce club durant sa carrière professionnelle,. Il évolue ensuite au sein des équipes Cilo–Ciclolinea–Columbus (1997), GS Bianchi–Girostar (1998), GS Seat–Kona–Radio Argovia (1999-2000).
Stagiaire dans l'équipe Saeco en fin de saison 2000, il devient professionnel en 2001 chez Post Swiss et remporte dès cette année son premier titre de champion de Suisse sur route. En 2002, il part chez Phonak. Durant ses cinq saisons dans cette équipe, il dispute son premier Tour de France en 2004 et obtient un deuxième titre nationale en 2005.
Il rejoint l'équipe française AG2R La Mondiale en 2007. 
En 2010, il remporte le classement général et une étape des Quatre Jours de Dunkerque en mai avant de redevenir champion de Suisse sur route fin juin. 
Sa saison 2011 est en revanche largement en deçà de ses espérances : souffrant toujours du dos depuis sa lourde chute sur Paris-Roubaix, deux ans plus tôt, et peinant à retrouver le rythme du peloton à la suite de l'opération de l'artère iliaque qu'il subit en juin 2009, conséquence de son accident, il ne remporte aucune victoire en 2011, ne s'illustrant que par quelques modiques places d'honneur ainsi que par une belle figuration dans l'échappée matinale de Paris-Roubaix, qu'il termine à la 17e place.
Sélectionné dans l'équipe de Suisse pour la course en ligne des championnats du monde 2013 où il est équipier de Fabian Cancellara, Martin Elmiger chute durant l'épreuve et subit des contusions et une fracture de la clavicule droite, ce qui provoque son abandon. Cette blessure provoque la fin de sa saison.
En 2014, Martin Elmiger chute durant le Tour des Flandres. Victime d'une fracture du scaphoïde gauche, il doit arrêter momentanément sa saison. De retour dans les pelotons professionnels, il s'adjuge un quatrième titre de Champion de Suisse sur route puis participe au Tour de France qu'il termine en 75e position. Lors de la 15e étape, il part en échappée au premier kilomètre en compagnie du néo-zélandais Jack Bauer. Après plus de 220 kilomètres d'échappée, ils sont repris sur la ligne par le peloton, et Alexander Kristoff gagnera l'étape. Présélectionné pour les championnats du monde, il n'est pas retenu.
Au cours de l'année 2015, il s'illustre lors des classiques du printemps où il prend la cinquième place de Paris-Roubaix et la dixième du Tour des Flandres. Durant l'été, il participe de nouveau au Tour de France et termine centième du classement final de l'épreuve à Paris.
Au mois d'octobre 2016, il signe un contrat en faveur de l'équipe BMC Racing.
Il met un terme à sa carrière de coureur à l'issue de la saison 2017.

## Palmarès

### Palmarès amateur
- 1995
  - Tour du Pays de Vaud
- 1996
  - 3e du championnat de Suisse du contre-la-montre juniors
- 1998
  - 2e du Tour du Canton de Genève
- 2000
  - Tour du Stausee
  - Grand Prix de la commune de Meyrin
  - 2e du championnat de Suisse sur route espoirs
  - 3e du Tour du Leimental

### Palmarès professionnel
| - 2001 - Champion de Suisse sur route - 3e du Tour du Stausee - 3e du Tour du Schynberg - 2002 - Circuit de Getxo - 2003 - Grand Prix du canton d'Argovie - 2e du Tour du Stausee - 2e du Circuit de Getxo - 2e du Grand Prix Bruno Beghelli - 2004 - 3e étape du Tour du Languedoc-Roussillon - 2e du Grand Prix Pino Cerami - 2e de Paris-Bourges - 2e de Coire-Arosa - 3e du Grand Prix du canton d'Argovie - 2005 - Champion de Suisse sur route - 1re étape du Tour de Catalogne (contre-la-montre par équipes) - 2e du championnat de Suisse du contre-la-montre - 6e de la HEW Cyclassics - 8e du Tour de Lombardie - 10e du championnat du monde sur route - 2006 - 9e de Milan-San Remo - 2007 - Classement général du Tour Down Under - Grand Prix d'Isbergues - 3e du Grand Prix de la Somme - 10e du championnat du monde sur route - 2008 - 2e étape du Tour de Picardie - 2e du Grand Prix du canton d'Argovie - 2e du championnat de Suisse sur route - 3e du Tour de Picardie | - 2009 - 3e du Monte Paschi Eroica - 4e du Tour Down Under - 9e du Tour des Flandres - 2010 - Champion de Suisse sur route - Quatre Jours de Dunkerque : - Classement général - 4e étape - Grand Prix de la Somme - 3e du championnat de Suisse du contre-la-montre - 3e du Tour du Poitou-Charentes - 2012 - 3e du championnat de Suisse du contre-la-montre - 2013 - Tour du Limousin : - Classement général - 1re étape - 2e du championnat de Suisse sur route - 2e du championnat de Suisse du contre-la-montre - 2e du Tour de Grande-Bretagne - 2014 - Champion de Suisse sur route - 2015 - 5e de Paris-Roubaix - 10e du Tour des Flandres |  |

### Résultats sur les grands tours

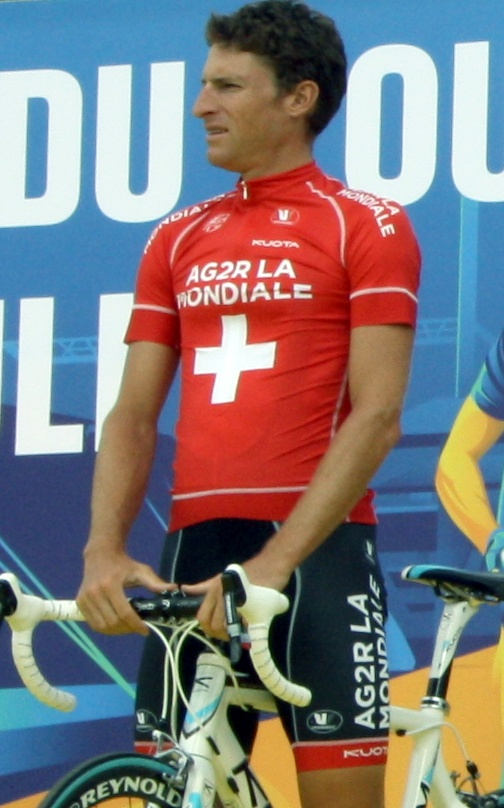
Martin Elmiger lors de la présentation du Tour de France 2010.

#### Tour de France
7 participations
- 2004 : 108e
- 2007 : 74e
- 2008 : 71e
- 2010 : 75e
- 2014 : 75e
- 2015 : 100e
- 2016 : 64e

#### Tour d'Italie
1 participation
- 2006 : 80e

#### Tour d'Espagne
1 participation
- 2005 : 86e

### Classements mondiaux
| Année                  | 2005 | 2006 | 2007 | 2008 | 2009 | 2010 | 2011 | 2012 | 2013 | 2014 | 2015 |
| ---------------------- | ---- | ---- | ---- | ---- | ---- | ---- | ---- | ---- | ---- | ---- | ---- |
| Classement ProTour     | 90e  | 150e | 182e | 126e |      |      |      |      |      |      |      |
| Calendrier mondial UCI |      |      |      |      | 68e  |      |      |      |      |      |      |
| UCI World Tour         |      |      |      |      |      |      |      | 234e |      |      | 68e  |
| UCI Asia Tour          |      |      |      |      |      |      |      |      | 121e | 249e |      |
| UCI Europe Tour        |      |      |      |      |      |      |      |      | 16e  | 149e |      |